# Horatio Greenough

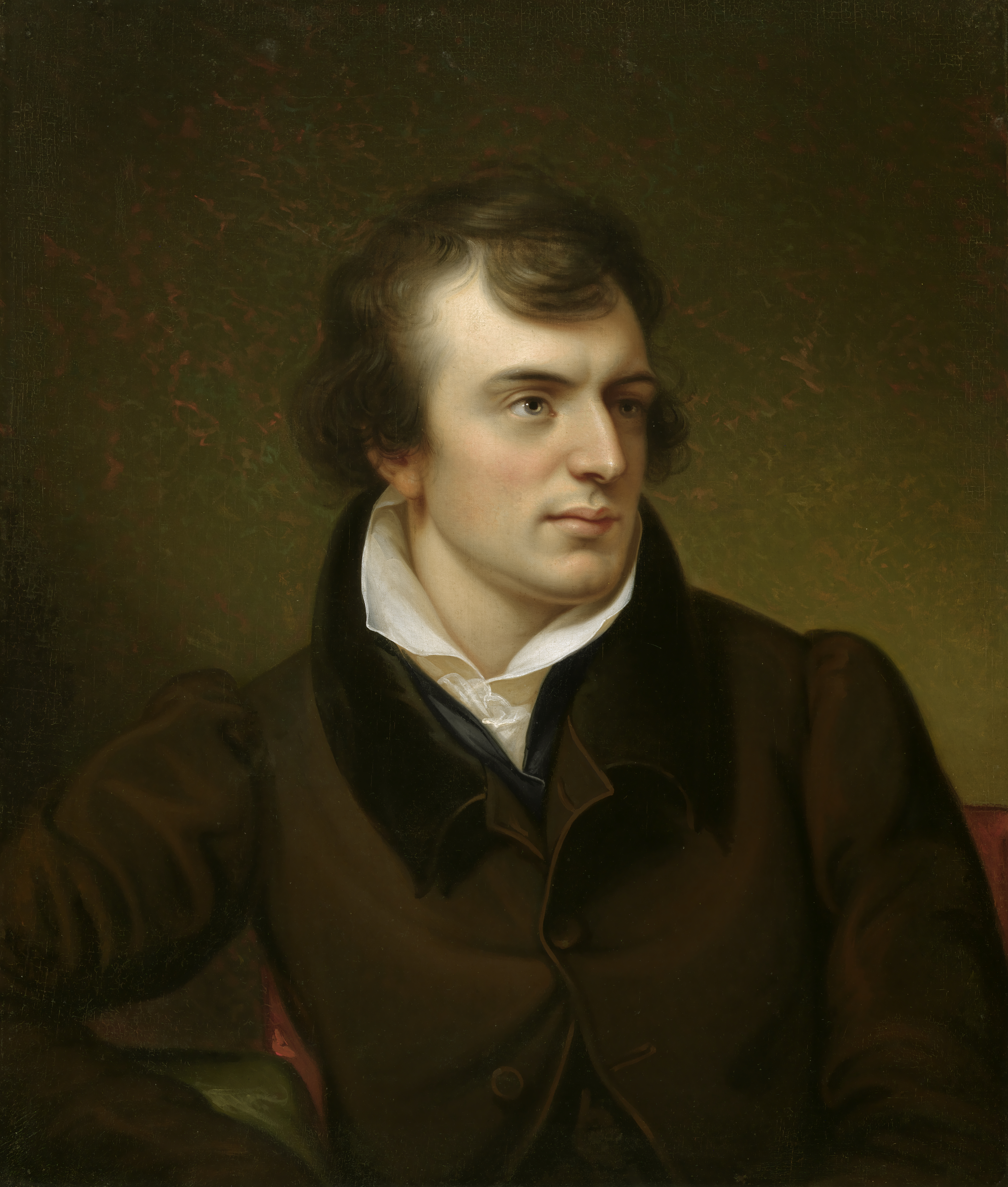
Horatio Greenough, porträtiert von Rembrandt Peale, 1829 (National Portrait Gallery, Washington)

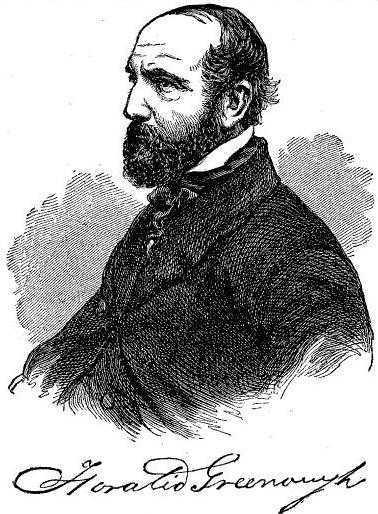
Horatio Greenough, 1869

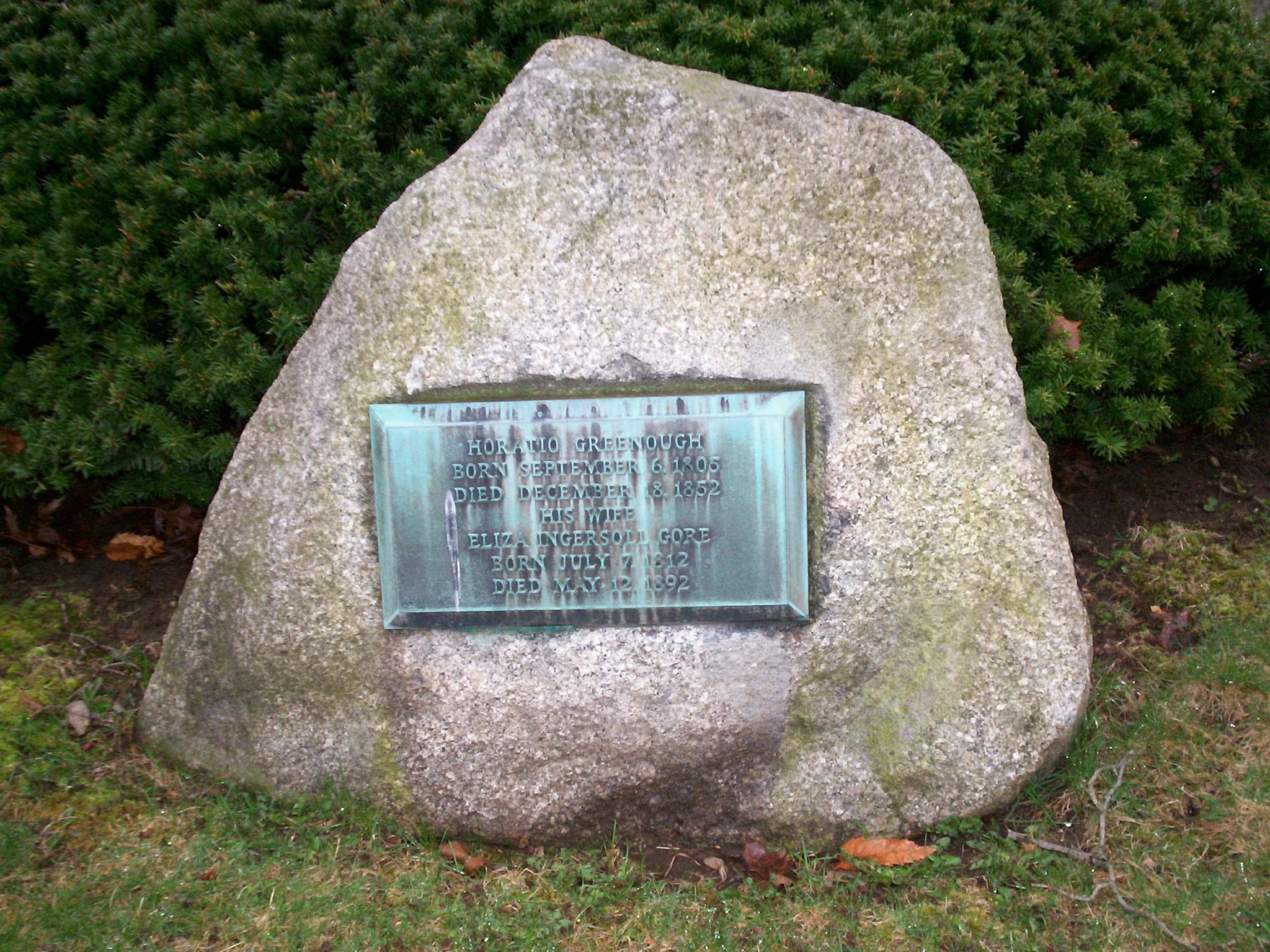
Greenoughs Grab auf dem Mount Auburn Cemetery

Horatio Greenough (* 6. September 1805 in Boston, Massachusetts; † 18. Dezember 1852 in Somerville, Massachusetts) war ein amerikanischer Bildhauer.

## Leben und Werk
Horatio Greenough wurde als Sohn des Immobilienspekulanten David Greenough (1774–1836) und Elizabeth Bender (1776–1866) geboren. Er studierte von 1821 bis 1825 an der Harvard University in Cambridge (Massachusetts), wurde dann durch Washington Allston und Richard Henry Dana für die Kunst gewonnen und widmete sich ihr in seiner Heimatstadt unter Bissons Leitung. Von 1825 bis 1827 lebte Greenough in Italien, um dort die Kunst der Renaissance und des Altertums zu studieren. In Rom lernte er den dänischen Bildhauer Bertel Thorvaldsen und dessen Meisterschüler Pietro Tenerani kennen. Im Mai 1827 unternahm Greenough eine Schiffsreise zurück nach Boston. 1828 wurde er in New York Professor für Skulptur an der National Academy of Design und zum Ehrenmitglied (Honorary NA) gewählt. Im Oktober 1837 heiratete Greenough die aus Boston stammende Kaufmannstochter Louisa Gore (1812–1891). Mit ihr zusammen hatte er zwei Töchter und den Sohn Horatio S. Greenough.
Vor allem die in der Mitte des 19. Jahrhunderts entstandene Aufsatzsammlung Form and Function: Remarks on Art, Design and Architecture dokumentiert Greenoughs theoretische Arbeit, mit der er wichtige Impulse für die Diskussion um das Verhältnis von Form und Funktion (vgl. Louis Sullivan) geben konnte. Mit seinen frühen Thesen zu Kunst, Architektur und Design gilt Greenough als Wegbereiter des Funktionalismus (Design).
1843 wurde Greenough in die American Academy of Arts and Sciences gewählt. Nach drei längeren Aufenthalten in Florenz kehrte er im Jahr 1851 in die USA zurück, um dort eine im Auftrag des amerikanischen Kongresses gefertigte, für das Kapitol bestimmte Gruppe, The Rescue, eine Kolonistenfamilie und ein Indianer, aufzustellen.
Am 4. Dezember 1852 wurde er in die Nervenheilanstalt McLean Mental Hospital in Somerville (Massachusetts) eingeliefert und starb dort an einem Nervenfieber am 18. Dezember 1852. Am 21. Dezember 1852 wurde er auf dem Mount Auburn Cemetery in Cambridge, einem Vorort seiner Heimatstadt Boston, beigesetzt.
Greenough gilt als der „erste amerikanische Bildhauer“. Er schuf unter anderem ein Reiterstandbild Washingtons (1843, jetzt im Kapitol der Vereinigten Staaten).

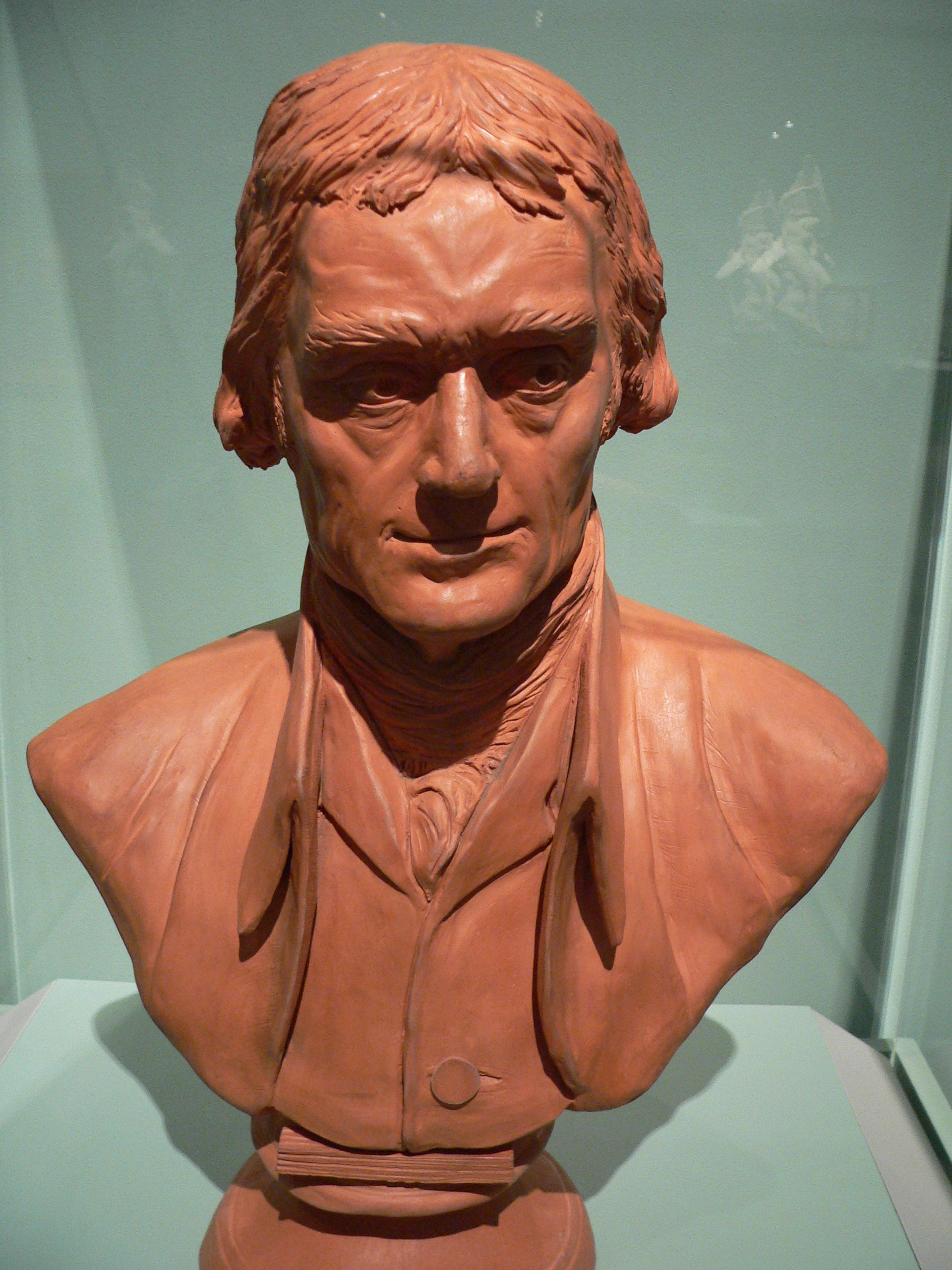
Thomas Jefferson, 1823
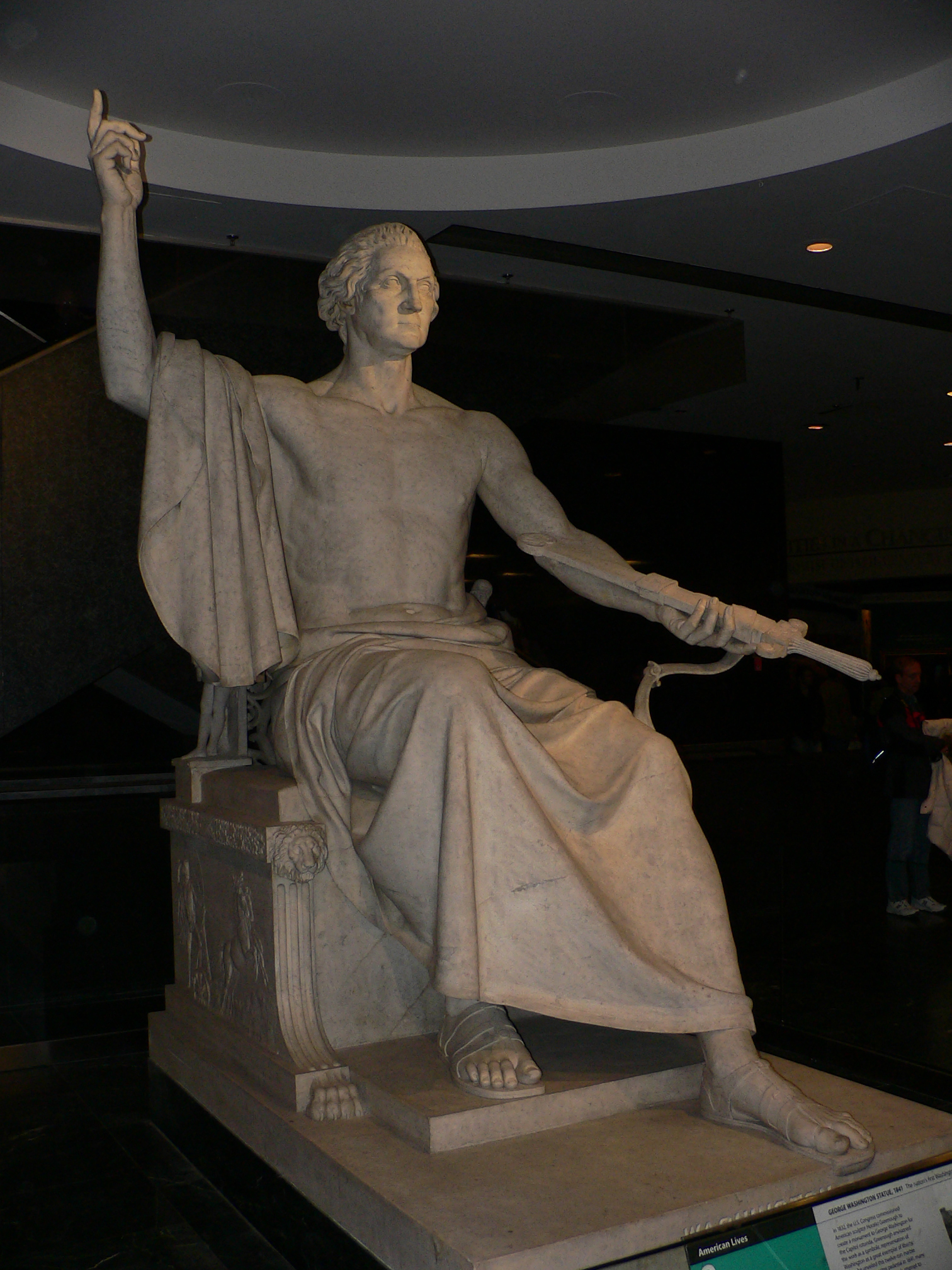
George Washington, 1832–1840
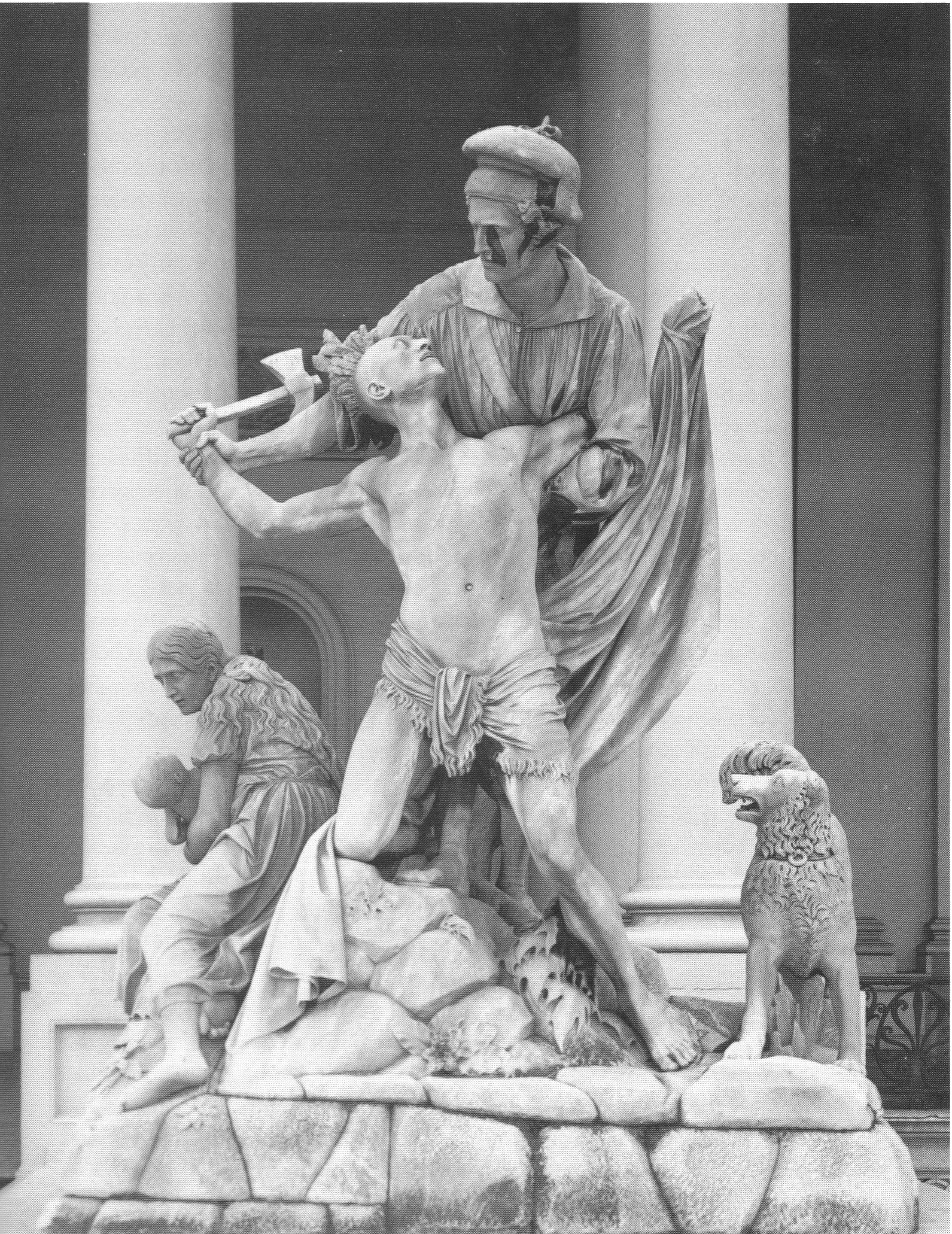
The Rescue, 1837–1850

### Schriften
- The Travels, Observations, and Experience of a Yankee Stonecutter. G. P. Putnam & Co., New York 1852. Reprint (Faksimilie): Scholars’ Facsimiles & Reprints, Gainesville FL 1958.
- Letters of Horatio Greenough to His Brother, Henry Greenough. Hrsg. von Frances Boott Greenough. Ticknor & Co., Boston 1887.
- Form and Function: Remarks on Art, Design, and Architecture. Hrsg. von Harold A. Small. University of California Press, Berkeley 1947.
- Letters of Horatio Greenough, American Sculptor. Hrsg. von Nathalia Wright. University of Wisconsin Press, Madison 1972.
- The Miscellaneous Writings of Horatio Greenough. Hrsg. von Nathalia Wright. Scholars’ Facsimiles & Reprints, Delmar NY 1975.

### Sekundärliteratur
- A Memorial of Horatio Greenough. Hrsg. von Henry T. Tuckerman. G. P. Putnam & Co., New York 1853.
- Sylvia E. Crane: White Silence: Greenough, Powers, and Crawford, American Sculptors in Nineteenth-Century Italy. University of Miami Press, Coral Gables FL 1972.
- Beaumont Newhall und Nancy Wynne: Horatio Greenough: Herald of Functionalism. In: Magazine of Art 32, 1938. S. 12–15.
- Alessandra Ponente: Horatio Greenough: le origini del funzionalismo architettonico in America e il rapporto con l’Italia. In: Ricerche di storia dell'arte 47, 1992. S. 89–94.
- Richard H. Saunders: Horatio Greenough: An American Sculptor’s Drawings. Middlebury College Museum of Art, Middlebury, VT 1999. ISBN 1-928825-00-1
- Nathalia Wright: The Chanting Cherubs: Horatio Greenough’s Marble Group for James Fenimore Cooper. In: New York History 38:2, 1957. S. 177–197.
- Nathalia Wright: Horatio Greenough: The First American Sculptor. University of Pennsylvania Press, Philadelphia 1963.